# Damian Lillard
Damian Lamonte Ollie Lillard Sr. (Oakland, 15 de julho de 1990) é um rapper e jogador norte-americano de basquete profissional que atualmente joga no Portland Trail Blazers da National Basketball Association (NBA).
Ele jogou basquete universitário pela Weber State e foi selecionado pelo Trail Blazers como a sexta escolha geral no draft da NBA de 2012. Lillard foi eleito por unanimidade o Novato do Ano da NBA.
Apelidado de Dame Time por sua história de fazer cestas no estouro do cronometro, ele recebeu sete seleções para o All-Star Game e sete seleções para o All-NBA Team, o único jogador na história da franquia a fazê-lo. Em outubro de 2021, Lillard foi homenageado como um dos maiores jogadores da liga de todos os tempos ao ser nomeado para a equipe do 75º aniversário da NBA.
Usando o nome artístico Dame D.O.L.L.A., Lillard teve um sucesso moderado como rapper. Seu primeiro álbum de estúdio, The Letter O (2016), ficou nas paradas da Billboard 200, enquanto seu segundo e terceiro álbuns, Confirmed (2017) e Big D.O.L.L.A. (2019), colocado nas paradas independentes. Em 2021, lançou um quarto álbum, Different On Levels The Lord Allowed.

## Carreira no ensino médio
Lillard começou sua carreira no ensino médio na Arroyo High School em San Lorenzo, Califórnia e se juntou ao time titular do time do colégio como um calouro de 1,65 m. Ele procurou a transferência quando seu treinador não voltou ao time.
Em seu segundo ano, Lillard foi transferido para a St. Joseph Notre Dame High School em Alameda, Califórnia, a mesma escola particular que produziu o ex-armador da NBA, Jason Kidd; mas no final do ano, a falta de tempo de jogo levou Lillard a se transferir novamente, dessa vez para a Oakland High School.
Ao longo de sua terceira temporada, Lillard teve média de 19,4 pontos. Em seu último ano, ele teve médias de 22,4 pontos e 5,2 assistências, levando a escola a um recorde de 23–9.
Considerado apenas como um candidato de duas estrelas pelo Rivals.com, Lillard não foi fortemente recrutado, mas aceitou uma oferta de bolsa de estudos da Weber State, uma universidade da Big Sky Conference em Ogden, Utah. De acordo com Lillard, Weber State foi o primeiro programa de basquete universitário a mostrar algum interesse por ele. Lillard escolheu estudar na Weber State em Utah em parte porque queria fugir de seu violento bairro de Oakland.
| Nome | Cidade                                      | Escola       | Altura             | Peso           | Data de confirmação    |
| --- | ------------------------------------------- | ------------ | ------------------ | -------------- | ---------------------- |
| Damian Lillard PG | Oakland, California                         | Oakland High | 1.83 m (6 ft 0 in) | 75 kg (165 lb) | 26 de Setembro de 2007 |
| Damian Lillard PG | Ranking: Rivals: Scout: 247sports: ESPN: 85 |              |                    |                |                        |
| Classificação geral de novatos: Scout: 100º \| ESPN: 48º |                                             |              |                    |                |                        |
| - Nota: Em muitos casos, Scout, Rivals, 247Sports e ESPN podem entrar em conflito em suas listas de altura e peso, nestes casos, a média foi obtida. A ESPN mede os calouros numa escala de 0 a 100. - Fonte: |                                             |              |                    |                |                        |

## Carreira universitária
Como calouro no Weber State, Lillard teve média de 11,5 pontos e foi nomeado o Calouro do Ano da Big Sky Conference e para a Primeira-Equipe da Big Sky. Em seu segundo ano, ele aumentou sua média de pontuação para 19,9 pontos e levou a sua equipe a final da conferência. No final da temporada, Lillard foi eleito o Jogador do Ano da Big Sky.
Na temporada de 2010-11, Lillard liderou a Big Sky na pontuação com 19,7 pontos antes de sofrer uma lesão no pé que o afastou das quadras pelo resto do ano.
Em seu terceiro ano, Lillard teve média de 24,5 pontos e liderou o país em pontuação durante a maior parte do ano, mas acabou terminando em segundo lugar, atrás de Reggie Hamilton da Oakland University. Em 3 de dezembro de 2011, contra San Jose State, Lillard marcou 41 pontos, o recorde de sua carreira universidade, incluindo uma jogada de três pontos decisiva para dar garantir a vitória por 91-89 na prorrogação. No final do ano, ele ganhou seu segundo prêmio de Jogador do Ano da Big Sky.
Amplamente considerado o melhor armador do país, Lillard decidiu pular sua última temporada para entrar no draft da NBA de 2012. Ele terminou sua carreira universitária como o 2º maior pontuador na história de Weber State (1.934 pontos) e o 5º na história da Big Sky.

## Carreira profissional

### Portland Trail Blazers (2012–2023)

#### Temporada de 2012–13: Novato do Ano

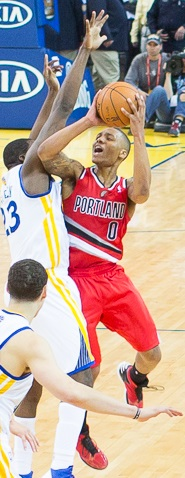
Lillard tenta um arremesso sobre Draymond Green com os Trail Blazers em janeiro de 2013.

Lillard foi selecionado pelo Portland Trail Blazers como a sexta escolha geral no draft da NBA de 2012. Na abertura da temporada contra o Los Angeles Lakers em 31 de outubro, Lillard registrou 23 pontos e 11 assistências para se juntar a Oscar Robertson e Allen Iverson como os únicos jogadores na história da NBA com pelo menos 20 pontos e 10 assistências em sua estreia na NBA. Além disso, suas 11 assistências foram a maior de um novato da NBA em seu primeiro jogo desde Jason Kidd (11) em 1994, e a maior de um jogador do Trail Blazer em sua estreia na NBA.
Ele se tornou o primeiro jogador do Trail Blazer a vencer um evento no All-Star Weekend, vencendo o Skills Challenge. Ele também participou do Rising Stars Challenge e terminou com 18 pontos, três rebotes e cinco assistências.
Em 8 de março, Lillard se tornou o primeiro novato da NBA a registrar 35 pontos, nove assistências e zero turnovers em um jogo desde que os turnovers se tornaram uma estatística em 1978-79. Ele ganhou o Prêmio de Novato do Mês da Conferência Oeste todos os meses, tornando-se um dos apenas oito jogadores a conseguir isso. Ele foi um dos 10 jogadores da NBA a marcar 1.500 pontos e liderou todos os novatos em pontuação (19,0) e assistências (6,5).
Com médias de 19,0 pontos, 3,1 rebotes e 6,5 assistências em 82 jogos, Lillard não apenas conquistou o Prêmio de Novato do Ano da NBA, mas também se juntou a Blake Griffin (2011), David Robinson (1990) e Ralph Sampson (1984) como os únicos vencedores unânimes. Ele também se juntou a Oscar Robertson e Allen Iverson como os únicos novatos na história da NBA a somar mais de 1.500 pontos e 500 assistências em uma temporada. Lillard se tornou o quarto jogador do Trail Blazer na história da franquia a ganhar o prêmio e um dos dois a terminar uma temporada com pelo menos 1.500 pontos e 500 assistências (o outro foi Clyde Drexler em 1986–87 e 1991–92). Entre outras distinções, ele quebrou o recorde de mais cestas de 3 pontos por um novato em uma temporada com 185, superando Stephen Curry com 166 em 2009-10.

#### Temporada de 2013–14: All-Star e All-NBA
Na abertura da temporada em 30 de outubro, Lillard marcou 32 pontos contra o Phoenix Suns. Em 17 de dezembro, ele registrou 36 pontos, 10 assistências e oito rebotes contra o Cleveland Cavaliers. No dia seguinte, ele fez seu segundo jogo consecutivo de 36 pontos contra o Minnesota Timberwolves. Em 7 de janeiro, em uma derrota por 123-119 para o Sacramento Kings, Lillard marcou 41 pontos, o recorde de sua carreira, incluindo 26 no quarto período para quebrar o recorde da franquia de mais pontos em qualquer quarto.
Durante o All-Star Weekend, Lillard se tornou o primeiro jogador na história da NBA a participar de cinco eventos: Rising Stars Challenge, Skills Challenge, Three-Point Contest, Slam Dunk Contest e All-Star Game.
Lillard foi titular em todos os 82 jogos pelo segundo ano consecutivo e teve médias de 20,7 pontos, 5,6 assistências e 3,5 rebotes. Portland terminou em quinto lugar na Conferência Oeste com um recorde de 54-28 e enfrentou o Houston Rockets na primeira rodada dos playoffs. No Jogo 1 da série, Lillard registrou 31 pontos e nove rebotes em uma vitória por 122-120 na prorrogação. No Jogo 6 da série, Lillard se tornou o primeiro jogador a fazer uma cesta para vencer uma série de playoffs desde John Stockton do Utah Jazz contra os Rockets em 1997. A cesta de 3 pontos de Lillard quando o tempo expirou deu ao Portland uma vitória por 99-98. O Trail Blazers acabou perdendo em cinco jogos para o San Antonio Spurs na segunda rodada. No final da temporada, Lillard foi nomeado para a Terceira-Equipe da All-NBA.

#### Temporada de 2014-15: Primeiro título de divisão
Pela terceira temporada consecutiva, Lillard foi titular em todos os 82 jogos. Ele teve a média mais alta da carreira em pontos, rebotes, roubos de bola e porcentagem de arremessos, mas teve 34%, a mais baixa da carreira, na faixa de três pontos.
Em 19 de dezembro de 2014, ele marcou 43 pontos, o recorde de sua carreira, na vitória por 129–119 na prorrogação tripla sobre o San Antonio Spurs. Quatro dias depois, ele fez 40 pontos contra o Oklahoma City Thunder.
Em 8 de fevereiro de 2015, Lillard foi escolhido como substituto do lesionado Blake Griffin no All-Star Game de 2015. Em 4 de março de 2015, Lillard registrou 18 rebotes, o recorde de sua carreira, na vitória por 98-93 sobre o Los Angeles Clippers. O Trail Blazers terminou a temporada regular como a quarta melhor campanha na Conferência Oeste com um recorde de 51–31. Eles enfrentaram o Memphis Grizzlies na primeira rodada dos playoffs, onde perderam em cinco jogos.

#### Temporada de 2015–16: Jogador da franquia

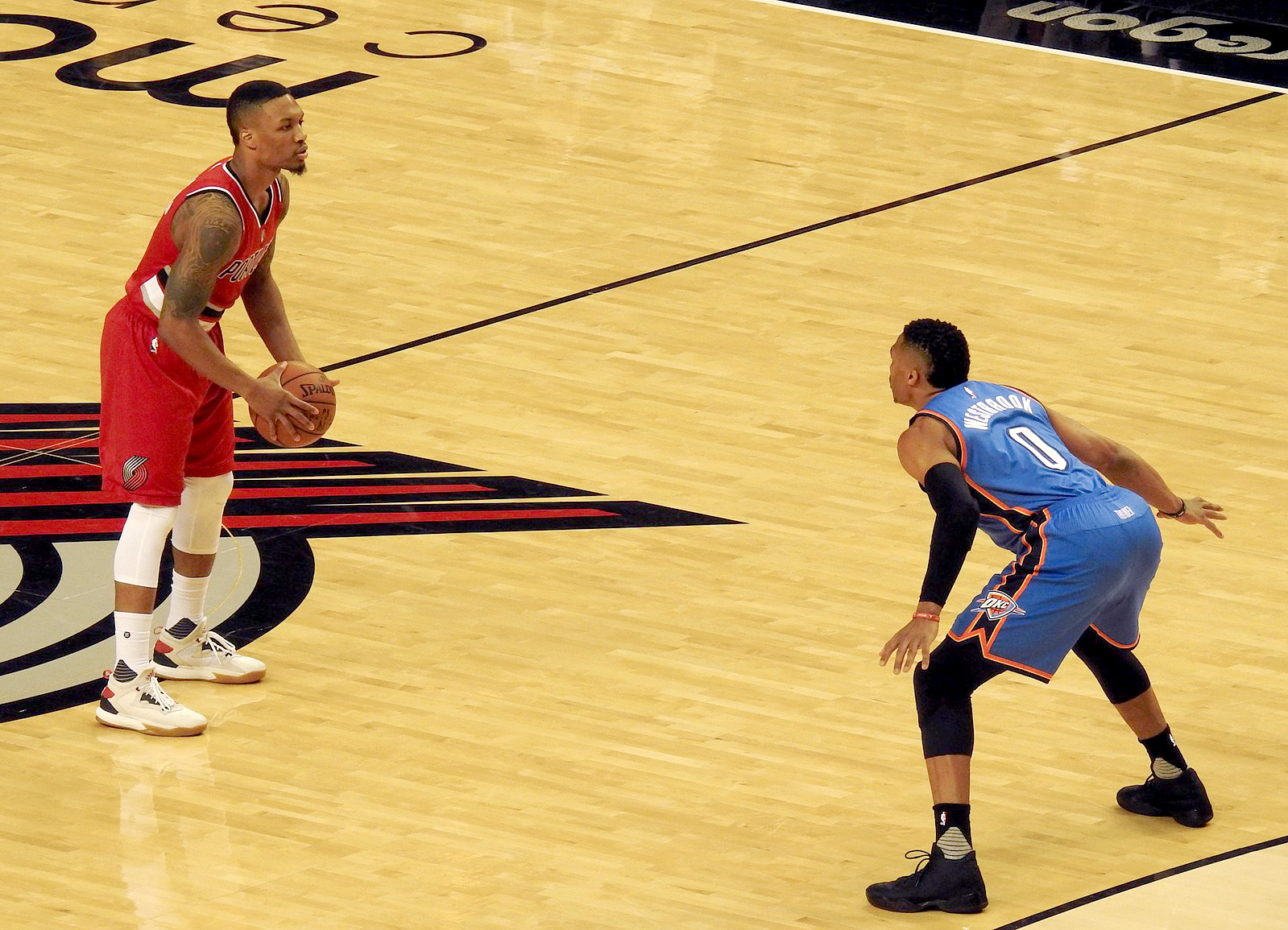
Lillard sendo marcado por Russell Westbrook em janeiro de 2016

Em 9 de julho de 2015, Lillard assinou uma extensão de contrato de 5 anos e US$ 120 milhões com o Trail Blazers.
Em 28 de outubro de 2015, Lillard registrou 21 pontos e 11 assistências na vitória de abertura da temporada sobre o New Orleans Pelicans. Sua única cesta de três pontos feita durante o jogo foi seu 600º cesta de três pontos na carreira, tornando-o o jogador da NBA mais rápido da história a atingir a marca em 247 jogos. Além disso, as suas 11 assistências deram a ele 1.500 em sua carreira, tornando-o o jogador do Trail Blazer mais rápido a atingir a marca desde Terry Porter (215 jogos). No jogo seguinte, em 30 de outubro, contra o Phoenix Suns, Lillard se tornou o jogador mais rápido a chegar a 5.000 pontos e 1.500 assistências (248 jogos) desde Derrick Rose (240 jogos). Em 12 de dezembro, em uma derrota para o New York Knicks, ele se tornou o primeiro jogador do Trail Blazer desde Clyde Drexler em 1991-92 a registrar 600 pontos e 150 assistências durante os primeiros 25 jogos do time.
Em 21 de dezembro, Lillard perdeu o primeiro jogo de sua carreira com uma fascite plantar no pé esquerdo, encerrando sua sequência de 275 jogos consecutivos. Ele perdeu mais seis jogos com a lesão, voltando à ação em 4 de janeiro contra o Memphis Grizzlies e registrando 17 pontos e 7 assistências em uma derrota por 91-78. Em 8 de janeiro, ele marcou 40 pontos, o recorde da temporada, na derrota para o Golden State Warriors. Em 26 de janeiro, em uma vitória sobre o Sacramento Kings, Lillard teve 15 pontos e 13 assistências em seu 10º duplo-duplo da temporada, um recorde na carreira.
Em 19 de fevereiro, ele marcou 51 pontos, o recorde de sua carreira, na vitória por 137–105 sobre o Golden State Warriors. Ele se tornou o primeiro jogador na história da NBA a ter pelo menos 50 pontos, sete assistências e seis roubos de bola desde que o roubo se tornou uma estatística oficial em 1973-74. Dois dias depois, ele marcou 30 pontos contra o Utah Jazz, tornando-se o primeiro jogador do Trail Blazer a marcar pelo menos 30 pontos em quatro jogos consecutivos desde Clyde Drexler em 1991. Ele estendeu essa sequência para cinco no jogo seguinte do time em 23 de fevereiro contra o Brooklyn Nets.
Em seus primeiros 300 jogos na NBA, Lillard teve médias de 21,2 pontos e 6,2 assistências. Apenas quatro outros jogadores na história da NBA tiveram média de 21 pontos e seis assistências em seus primeiros 300 jogos: Oscar Robertson (30,2 e 10,3), Nate Archibald (24,5 e 8,4), LeBron James (26,7 e 6,4) e Dwyane Wade (24,0 e 6,4).
Em 8 de março, Lillard registrou 41 pontos e 11 assistências na vitória por 116–109 na prorrogação sobre o Washington Wizards, registrando seu 15º jogo consecutivo com mais de 20 pontos. Ele também teve sua 400ª assistência na temporada, tornando-se o primeiro jogador dos Trail Blazer com mais de 400 assistências em cada uma de suas primeiras quatro temporadas. No último jogo da temporada contra o Denver Nuggets, Lillard atingiu sua 827ª cesta de três pontos na carreira, superando o recorde da franquia de Wesley Matthews de 826. Lillard terminou a temporada regular com média de 25,1 pontos, enquanto C. J. McCollum teve média de 20,8 - tornando-os a primeira dupla na história dos Blazers a ter média de 20 ou mais pontos cada. Lillard também se tornou o terceiro jogador do Trail Blazer a ter média de mais de 25 pontos, juntando-se a Drexler e Kiki Vandeweghe. Depois de derrotar o Los Angeles Clippers na primeira rodada dos playoffs, o Trail Blazers enfrentou o Golden State Warriors na segunda rodada. No Jogo 3 da série, Lillard registrou 40 pontos e 10 assistências para ajudar os Trail Blazers a vencer por 120–108, reduzindo a vantagem dos Warriors na série para 2–1. Os Trail Blazers perderam a série em cinco jogos.

#### Temporada de 2016–17: Prêmio Magic Johnson
Na abertura da temporada do Trail Blazers em 25 de outubro de 2016, Lillard registrou 39 pontos, 9 rebotes e 6 assistências na vitória por 113–104 sobre o Utah Jazz. Quatro dias depois, ele marcou 37 pontos, incluindo a cesta da vitória com menos de um segundo restante na prorrogação, para liderar o Trail Blazers na vitória por 115–113 sobre o Denver Nuggets. Com 27 pontos contra o Phoenix Suns em 2 de novembro, Lillard se tornou o primeiro jogador da NBA a marcar 27 ou mais pontos em cada um dos primeiros cinco jogos de seu time desde Kobe Bryant em 2005-06. Os 163 pontos de Lillard nos primeiros cinco jogos da temporada são os maiores de um jogos do Trail Blazer no início de uma temporada. Ele acumulou um recorde da equipe de 695 pontos nos primeiros 25 jogos da temporada dos Blazers, superando a marca anterior de Clyde Drexler de 681 em 1988.
Ele perdeu cinco jogos entre 26 de dezembro e 4 de janeiro depois de torcer o tornozelo esquerdo contra o San Antonio Spurs em 23 de dezembro. Em 28 de janeiro contra o Golden State Warriors, Lillard alcançou 8.000 pontos na carreira, tornando-se o 11º jogador dos Blazers a atingir a marca e se juntou a Michael Jordan e LeBron James como os únicos três jogadores a atingir 8.000 pontos e 2.000 assistências nas primeiras cinco temporadas. Em 3 de abril de 2017, ele foi nomeado o Jogador do Mês da Conferência Oeste pelos jogos disputados em março. Cinco dias depois, Lillard marcou 59 pontos na vitória por 101–86 sobre o Utah Jazz. Foi o 27º jogo do Lillard na temporada com 30 ou mais pontos.
Lillard ajudou os Trail Blazers a chegar a oitava posição na Conferência Oeste com um recorde de 41–41. Eles enfrentaram os Warriors pelo segundo ano consecutivo nos playoffs, desta vez na primeira rodada. Portland acabou perdendo a série por 4-0 apesar do esforço de 34 pontos de Lillard no Jogo 4.
Em 2 de maio de 2017, ele foi nomeado o ganhador do Magic Johnson Award, que homenageia o jogador que melhor combina excelência na quadra de basquete com cooperação e dignidade ao lidar com a mídia e o público.

#### Temporada de 2017–18: All-NBA First Team

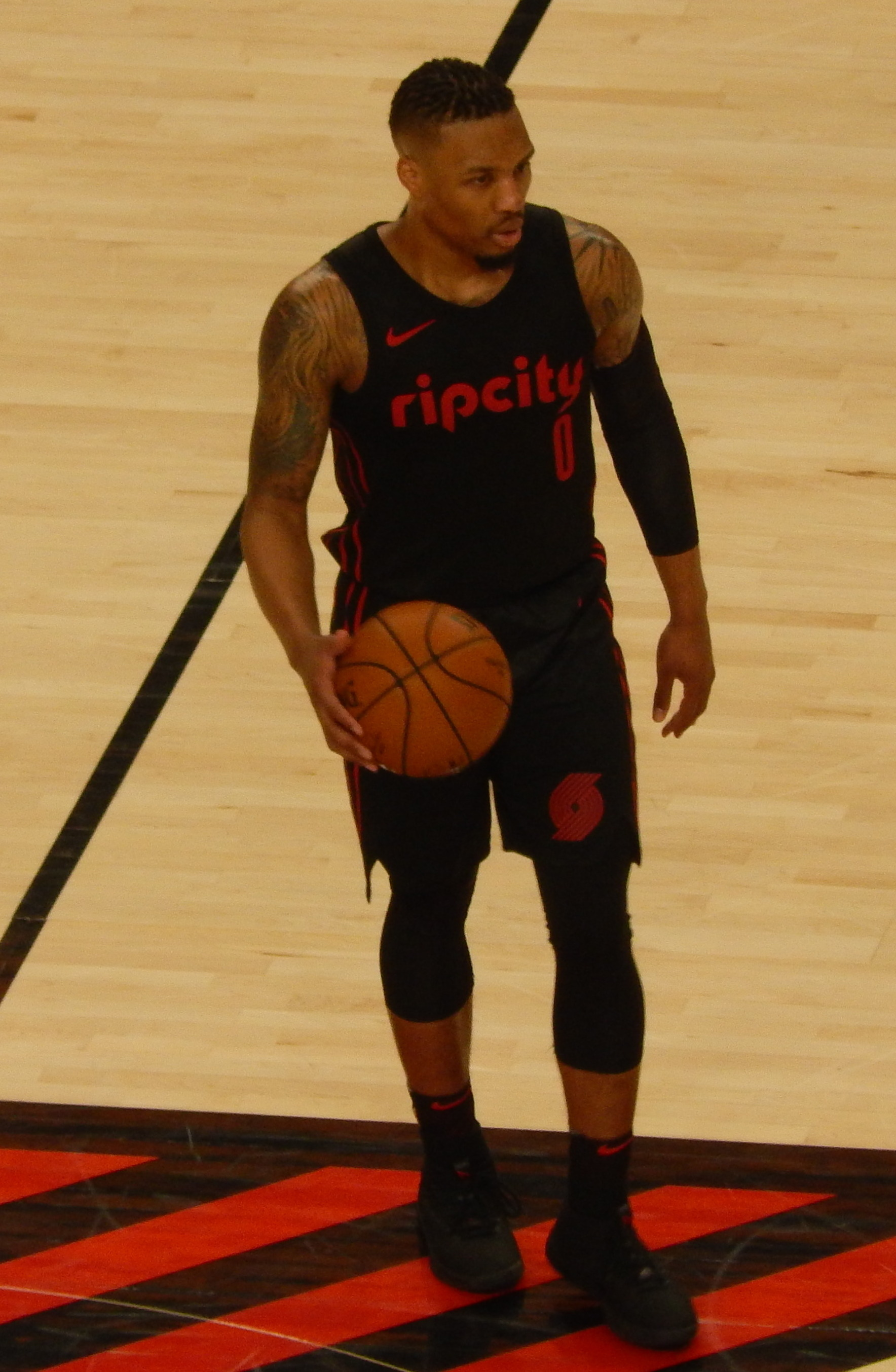
Lillard em 2018

Em 28 de outubro de 2017, em uma vitória por 114–107 sobre o Phoenix Suns, Lillard atingiu a marca de 9.000 pontos. Com 402 jogos na carreira, Lillard se tornou o jogador do Trail Blazer a marcar 9.000 pontos mais rápido. Em 15 de novembro, ele fez 26 pontos, 11 rebotes e sete assistências na vitória por 99-94 sobre o Orlando Magic.
Lillard lidou com uma lesão no tendão da coxa no final de dezembro, antes de machucar a panturrilha direita no início de janeiro. Em 22 de janeiro, Lillard foi nomeado o Jogador da Semana da Conferência Oeste pelos jogos disputados de 15 a 21 de janeiro. Foi seu quarto prêmio de Jogador da Semana na carreira. Um dia depois, ele foi nomeado como reserva da Conferência Oeste no All-Star Game.
Em 2 de fevereiro, ele marcou 32 pontos em uma derrota por 130-105 para o Toronto Raptors, tornando-se o jogador mais rápido na história da franquia a atingir 10.000 pontos em sua carreira. Ele se tornou o oitavo jogador a obter 10.000 pontos e 2.500 assistências em suas primeiras seis temporadas, juntando-se a Michael Jordan, LeBron James, Larry Bird, Nate Archibald, Pete Maravich, Dave Bing e Oscar Robertson. Em 9 de fevereiro, em uma vitória por 118–100 sobre o Sacramento Kings, Lillard marcou 50 pontos, o quarto jogo de 50 pontos de sua carreira.
Em 3 de março contra o Oklahoma City Thunder, Lillard fez pelo menos uma cesta de 3 pontos em seu 45º jogo consecutivo, estabelecendo um recorde da franquia. Com nove assistências em 15 de março contra o Cleveland Cavaliers, ele se tornou o terceiro jogador na história da liga a ter mais de 1.500 pontos e mais de 400 assistências em cada uma de suas primeiras seis temporadas.
No último jogo da temporada, Lillard registrou 36 pontos e 10 assistências na vitória por 102–93 sobre o Utah Jazz. A vitória rendeu aos Trail Blazers a terceira melhor campanha na conferência com um recorde de 49–33. Lillard terminou a temporada regular empatado em quarto lugar na média de pontuação na NBA (26,9). Nessa temporada, ele foi nomeado para a Primeira-Equipe All-NBA, tornando-se o terceiro jogador na história da franquia a ser selecionado, juntando-se a Clyde Drexler (1991–92) e Bill Walton (1977–78). No Jogo 4 da primeira rodada contra o New Orleans Pelicans, Lillard marcou 19 pontos em uma derrota por 131–123. A derrota eliminou o Portland dos playoffs. ele nunca marcou mais de 20 pontos na série e ficou abaixo disso três vezes.

#### Temporada de 2018–19: Finais da Conferência Oeste

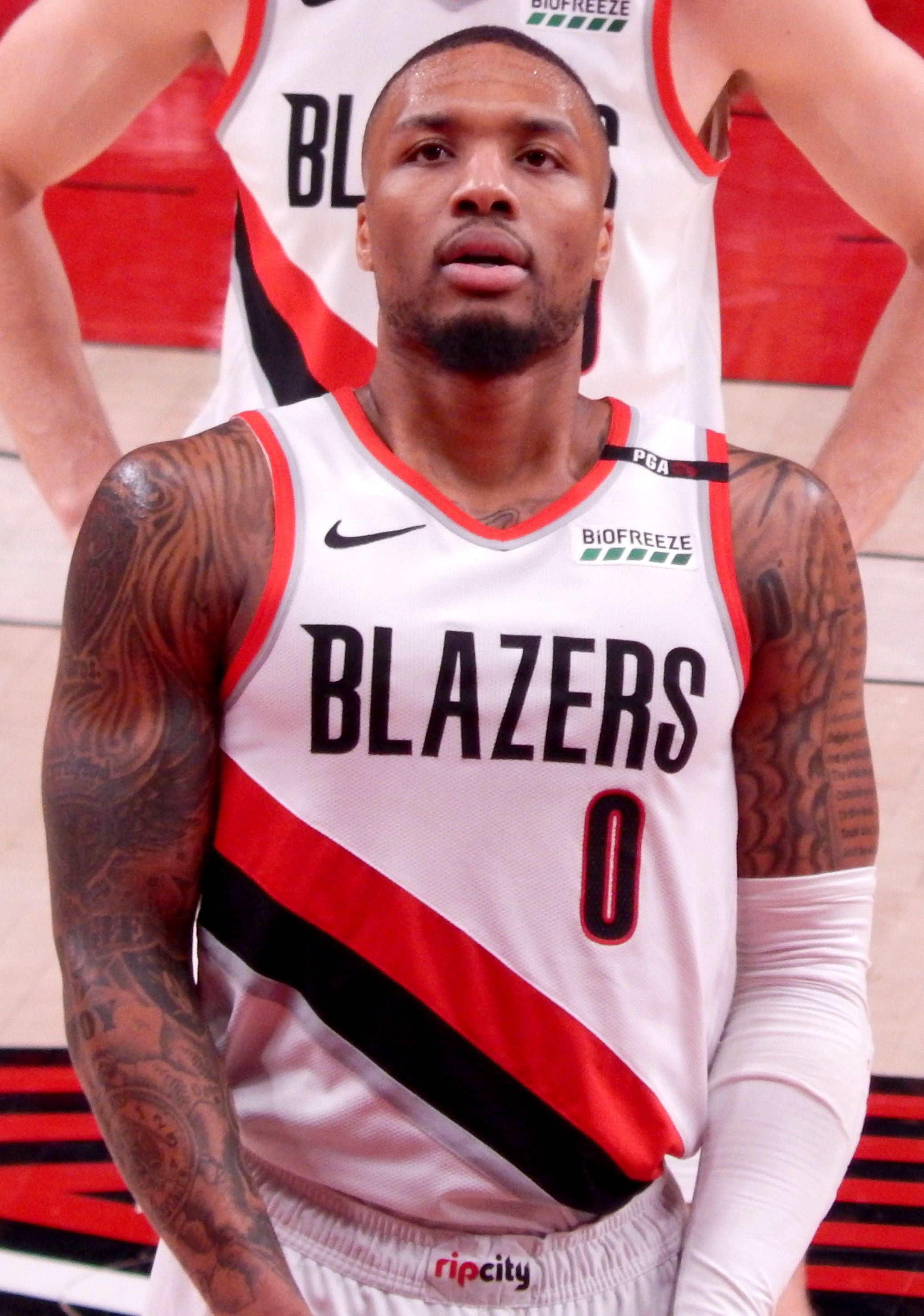
Lillard em 2019

Em 27 de outubro, ele marcou 42 pontos em uma derrota por 120-111 para o Miami Heat, superando a marca de 11.000 pontos. Em 28 de novembro, ele marcou 41 pontos e estabeleceu um recorde da franquia de dez cestas de 3 pontos na vitória por 115–112 sobre o Orlando Magic. Em 14 de janeiro, em uma derrota por 115–107 para o Sacramento Kings, Lillard marcou 35 pontos para se tornar o jogador mais rápido na história do Portland a chegar a 12.000 pontos em sua carreira. Além disso, Lillard marcou dois dígitos em seu 184º jogo consecutivo, empatando com Clyde Drexler pelo recorde da franquia. Com 24 pontos contra o Phoenix Suns em 24 de janeiro, Lillard alcançou 1.311 pontos na temporada, a maior marca de qualquer jogador do Portland em 50 jogos.
Em 7 de março, ele marcou 51 pontos, o recorde da temporada, na derrota por 129-121 na prorrogação para o Oklahoma City Thunder. Em 15 de março, ele marcou 24 pontos em uma vitória por 122–110 sobre o New Orleans Pelicans, tornando-se o segundo maior artilheiro da história da franquia, ultrapassando LaMarcus Aldridge (12.562) para ficar atrás apenas de Drexler (18.040). Com 31 pontos e 12 assistências em uma vitória na prorrogação dupla sobre o Brooklyn Nets em 25 de março, Lillard registrou seu 20º jogo na carreira com pelo menos 30 pontos e 10 assistências, ultrapassando Drexler com o maior número de jogos na história da franquia (19). Em 1º de abril, ele foi nomeado o Jogador da Semana da Conferência Oeste, marcando o sétimo prêmio semanal de sua carreira e o primeira da temporada de 2018-19. Em abril, ele se tornou o primeiro jogador do Trail Blazer a ter 2.000 pontos e 500 assistências na mesma temporada e o único além de Drexler a chegar a 2.000 pontos em duas temporadas com o time. Ele também ultrapassou o recorde da franquia de 229 cestas de 3 pontos na temporada de 2015-16.
Em 23 de abril, Lillard acertou uma cesta de 3 pontos no estouro do cronômetro e terminou com 50 pontos, o recorde de sua carreira em playoffs, para ajudar o Trail Blazers a eliminar o Oklahoma City Thunder dos playoffs em cinco jogos com uma vitória de 118–115. No Jogo 1 da segunda rodada, Lillard marcou 39 pontos em uma derrota por 121–113 para o Denver Nuggets. No Jogo 6, ele marcou 32 pontos em uma vitória por 119–108, ajudando o Trail Blazers a empatar a série contra o Nuggets em 3–3. No Jogo 7, ele marcou 13 pontos em uma vitória por 100–96, avançando os Trail Blazers para as finais da Conferência Oeste pela primeira vez desde 2000. No Jogo 2 das finais da conferência, Lillard machucou suas costelas, mas continuou a jogar com dor pelo resto da série. A equipe acabou perdendo em quatro jogos para o Golden State Warriors.

#### Temporada de 2019–20: Assistências
Em 8 de novembro de 2019, Lillard registrou 60 pontos, o recorde de sua carreira, na derrota para o Brooklyn Nets por 115–119. Ele superaria isso em 20 de janeiro de 2020, marcando 61 pontosna vitória por 129–124 na prorrogação contra o Golden State Warriors. De 20 de janeiro a 1º de fevereiro, Lillard teve uma extensão de seis jogos com média de 48,8 pontos; ele também registrou seu primeiro triplo-duplo na carreira em 29 de janeiro, registrando 36 pontos, 10 rebotes e 11 assistências na vitória por 125-112 sobre o Houston Rockets. A sequência de pontuação histórica rendeu a ele prêmios consecutivos de Jogador da Semana da Conferência Oeste. Em 30 de janeiro, Lillard foi selecionado para o seu quinto All-Star Game, mas não pôde participar devido a uma lesão na virilha. Ele perdeu seis jogos de 21 de fevereiro a 2 de março. Lillard voltou a jogar nos últimos quatro jogos dos Blazers antes do hiato da NBA devido à pandemia de COVID-19; durante esse período, ele teve médias de 20,8 pontos, 3,8 rebotes, 6 assistências e 1,8 roubos de bola.
Em 30 de junho de 2020, Lillard foi selecionado para ser o atleta da capa do NBA 2K21. No quarto jogo do Portland na bolha da NBA, ele registrou 45 pontos e 12 assistências na vitória por 125–115 sobre o Denver Nuggets em 6 de agosto. Três dias depois, ele seguiria com um desempenho de 51 pontos e 7 assistências para levar o Trail Blazers à vitória por 124-121 sobre o Philadelphia 76ers. Em 11 de agosto, Lillard registrou 61 pontos e 8 assistências a caminho da vitória por 134–131 sobre o Dallas Mavericks. Este foi seu terceiro jogo de 60 pontos na temporada, juntando-se a Wilt Chamberlain como os únicos dois jogadores na história da liga a conseguir fazer isso.

#### Temporada de 2020-21: Companheiro do ano
Em 17 de fevereiro de 2021, Lillard registrou 43 pontos e 16 assistências, recorde de sua carreira, na vitória contra o New Orleans Pelicans. Ele se tornou um dos únicos 12 jogadores na história da NBA a ter 40 pontos e 15 assistências em um jogo.
Durante o Jogo 5 da primeira rodada dos playoffs de 2021 contra o Denver Nuggets, Lillard registrou 55 pontos, o recorde de sua carreira nos playoffs, e 10 assistências. Lillard acertou três cestas de 3 pontos perto do final do cronômetro e perto do final da primeira prorrogação para manter o Portland vivo; no entanto, os Nuggets conseguiram uma vitória dupla por 147–140 na prorrogação para assumir a liderança da série por 3–2. No Jogo 6, ele teve 29 pontos e 13 assistências, mas os Blazers perderam para o Denver por 126–115, mandando Portland para casa na primeira rodada pela quarta vez em cinco anos.

#### Temporada de 2021–22: Lesão
Em 20 de novembro de 2021, Lillard registrou 39 pontos, 7 assistências e 3 bloqueios em uma vitória por 118-111 sobre o Philadelphia 76ers. Em 13 de janeiro de 2022, ele foi submetido a uma cirurgia para uma lesão abdominal e foi descartado por 6 a 8 semanas.
Em 10 de fevereiro, o gerente geral interino do Blazers, Joe Cronin, afirmou que Lillard "provavelmente" não jogaria novamente durante a temporada de 2021-22. Em 21 de março, Lillard foi oficialmente descartado até o final da temporada. Esta foi a primeira vez desde a temporada de estreia de Lillard que o Portland perdeu os playoffs, terminando a temporada com um recorde de 27-55.

#### Temporada de 2022–23: Retorno e pontuação
Depois de perder os últimos 47 jogos da última temporada devido a lesões, Lillard marcou 41 pontos no segundo e terceiro jogos do Portland na nova temporada, levando-os a um início de 3-0. Lillard se tornou um dos oito jogadores de todos os tempos a marcar pelo menos 40 pontos duas vezes nos três primeiros jogos de seu time na temporada, uma lista que inclui Wilt Chamberlain (três vezes) e Michael Jordan (três vezes). Em 19 de dezembro, Lillard marcou 28 pontos em uma derrota por 123-121 contra o Oklahoma City Thunder e ultrapassou Clyde Drexler (18.040) para se tornar o líder de pontuação de todos os tempos da franquia.
Em 12 de janeiro de 2023, Lillard marcou 50 pontos, o recorde da temporada, na derrota por 119-113 contra o Cleveland Cavaliers. Foi seu 15º jogo na carreira com 50 ou mais pontos. Ele se juntou a James Harden e Stephen Curry como os únicos três jogadores nas últimas 10 temporadas com 10 ou mais jogos de 50 pontos. Em 25 de janeiro, Lillard marcou 60 pontos na vitória por 134–124 sobre o Utah Jazz. Ele se tornou apenas o quinto jogador na história da NBA a marcar 60 pontos pelo menos quatro vezes na temporada regular, juntando-se a um grupo que inclui Wilt Chamberlain (32), Kobe Bryant (6), James Harden (4) e Michael Jordan (4). Nesse jogo, ele atingiu sua 2.291ª cesta de três pontos na carreira, ultrapassando Vince Carter na 6º posição na lista de todos os tempos da NBA. Em 2 de fevereiro, Lillard registrou seu segundo triplo-duplo na carreira com 33 pontos, 10 rebotes e 11 assistências na vitória por 125–122 sobre o atual campeão Golden State Warriors.
Em 18 de fevereiro, Lillard venceu o Concurso de Três Pontos no All-Star Weekend.
Em 26 de fevereiro, Lillard marcou 71 pontos, a maior marca da carreira e da franquia, na vitória por 131–114 contra o Houston Rockets. tornando-se o oitavo jogador na história da NBA a marcar 70 ou mais em um único jogo. Com seu esforço, Lillard se tornou o primeiro jogador na história da NBA a marcar mais de 70 pontos em menos de 40 minutos e o único jogador dessa lista a marcar 70 pontos com mais de 30 anos. Em 6 de março, Lillard registrou seu terceiro triplo-duplo na carreira com 31 pontos, 13 rebotes e 12 assistências na vitória por 110-104 sobre o Detroit Pistons.

### Milwaukee Bucks (2023–2025)
Em 27 de setembro de 2023, Lillard foi trocado para o Milwaukee Bucks como parte de uma troca entre três equipes.
Em 26 de outubro de 2023, Lillard fez sua estreia pelos Bucks contra o Philadelphia 76ers, marcando 39 pontos, um recorde da franquia em uma estreia, e pegando oito rebotes na vitória por 118-117 na abertura da temporada. Em 13 de dezembro, em um jogo contra o Indiana Pacers, Lillard fez sua 2.451ª cesta de três pontos na carreira, ultrapassando Kyle Korver para o 5º lugar na lista de todos os tempos da NBA. Em 17 de dezembro, ele registrou 39 pontos, 11 assistências, cinco rebotes e três roubos de bola na vitória por 128-119 sobre o Houston Rockets. Em 19 de dezembro, Lillard marcou 40 pontos na vitória por 132-119 sobre o San Antonio Spurs e ultrapassou os 20.000 pontos na carreira. Lillard também se tornou apenas o quarto jogador na história da liga, depois de LeBron James, Stephen Curry e James Harden, a ter pelo menos 20.000 pontos, 5.000 assistências e 2.000 cestas de três pontos.
Em 14 de janeiro de 2024, Lillard marcou 29 pontos, incluindo uma cesta de três pontos no estouro do cronômetro que garantiu a vitória, e acrescentou oito assistências na vitória por 143–142 na prorrogação contra o Sacramento Kings. Ele se tornou apenas o quinto jogador na história da NBA a fazer pelo menos 2.500 cestas de três pontos na carreira. Em 20 de janeiro, Lillard marcou 45 pontos, sua maior marca na temporada, com cinco cestas de três pontos, além de seis rebotes e 11 assistências na vitória por 141–135 sobre o Detroit Pistons. Ele se tornou o primeiro jogador na história dos Bucks a registrar pelo menos 40 pontos, 10 assistências e cinco cestas de três pontos em um jogo.
Em 25 de janeiro, Lillard foi nomeado titular da Conferência Leste para o All-Star Game de 2024, marcando sua oitava seleção geral e sua primeira como titular. Durante o All-Star Weekend, Lillard venceu o Torneio de Três Pontos, tornando-se o primeiro bicampeão consecutivo em mais de uma década. Lillard também foi nomeado MVP do All-Star Game com 39 pontos, incluindo 11 cestas de três pontos. Ele foi o primeiro jogador a vencer o MVP do All-Star Game e o Concurso de Três Pontos no mesmo fim de semana.
Em 8 de março, em um jogo contra o Los Angeles Lakers, Lillard fez sua 2.561ª cesta de três pontos na carreira, ultrapassando Reggie Miller para o 4º lugar na lista de todos os tempos da NBA.
No Jogo 1 da Primeira Rodada dos playoffs contra o Indiana Pacers, Lillard marcou 35 pontos no primeiro tempo, um recorde da franquia, liderando o time para a vitória por 109–94. Ele perdeu os jogos 4 e 5 da série devido a uma lesão no tendão de Aquiles sofrida durante o Jogo 3. Milwaukee acabou sendo eliminado por Indiana em 6 jogos, apesar dos 28 pontos de Lillard na derrota por 120–98 no Jogo 6.

### Retorno de Damian Lillard ao Portland Trail Blazers (2025-Presente)
Em julho de 2025, foi oficialmente confirmada a volta de Damian Lillard ao Portland Trail Blazers, após duas temporadas no Milwaukee Bucks. O armador assinou um contrato de três anos e US$ 42 milhões, com opção de jogador para a temporada 2027–28 e uma cláusula de não-negociação, garantindo maior controle sobre seu futuro.
Durante sua passagem pelos Bucks, Lillard sofreu com problemas físicos, incluindo uma trombose venosa profunda e, mais recentemente, uma ruptura no tendão de Aquiles, sofrida em abril de 2025, que deve mantê-lo fora de toda a temporada 2025–26.

#### Motivações para o retorno
Apesar do interesse de franquias como Boston Celtics, Golden State Warriors, Miami Heat e Los Angeles Lakers, Lillard optou por retornar a Portland para estar mais próximo de seus filhos e da família. Segundo fontes próximas, o fator familiar pesou mais que propostas mais lucrativas feitas por outras equipes.
O retorno também representa uma reaproximação com a diretoria dos Blazers, especialmente com o general manager Joe Cronin e o técnico Chauncey Billups, que participaram diretamente das conversas para viabilizar o acordo.

#### Legado e impacto
Lillard é o maior pontuador da história dos Trail Blazers, com mais de 19 mil pontos marcados pela franquia. Além disso, lidera em diversas estatísticas como arremessos de três convertidos e jogos disputados pelos Blazers.
Sua volta não é apenas simbólica, mas também estratégica: ele poderá exercer papel de liderança enquanto os jovens da equipe — como Scoot Henderson e Shaedon Sharpe ganham experiência. Mesmo lesionado, seu papel nos bastidores será importante no desenvolvimento do elenco em reconstrução.
A presença de Lillard também reforça a identidade da franquia, após um período de incertezas iniciado com sua saída em 2023. A expectativa é que ele volte a atuar na temporada 2026–27, já recuperado da lesão.

#### Elenco e projeção futura
Além de Lillard, os Blazers contam com jovens promissores e reforços obtidos em trocas anteriores, como Robert Williams III e Toumani Camara. O foco da franquia, neste momento, é o desenvolvimento a longo prazo, com Lillard servindo como mentor e símbolo da cultura da equipe.

## Estatísticas da carreira

### Universidade
| Ano      | Equipe      | PJ  | PT | MPJ  | AP   | 3P   | LL   | RT  | AS  | BR  | TO  | PPJ  |
| -------- | ----------- | --- | -- | ---- | ---- | ---- | ---- | --- | --- | --- | --- | ---- |
| 2008-9   | Weber State | 31  | 26 | 29.4 | .434 | .374 | .841 | 3.9 | 2.9 | 1.1 | 0.2 | 11.5 |
| 2009-10  | Weber State | 31  | 31 | 34.3 | .431 | .393 | .853 | 4.0 | 3.6 | 1.1 | 0.1 | 19.9 |
| 2010-11  | Weber State | 10  | 9  | 28.5 | .438 | .345 | .857 | 3.8 | 3.3 | 1.4 | 0.2 | 17.7 |
| 2011-12  | Weber State | 32  | 32 | 34.5 | .467 | .409 | .887 | 5.0 | 4.0 | 1.5 | 0.2 | 24.5 |
| Carreira | Carreira    | 104 | 98 | 32.3 | .390 | .390 | .867 | 4.3 | 3.5 | 1.2 | 0.2 | 18.6 |

### NBA
|  | Líder da Liga |

#### Temporada regular
| Ano      | Equipe    | PJ  | PT  | MPJ  | AP   | 3P   | LL    | RT  | AS  | BR  | TO  | PPJ  |
| -------- | --------- | --- | --- | ---- | ---- | ---- | ----- | --- | --- | --- | --- | ---- |
| 2012-13  | Portland  | 82  | 82  | 38.6 | .429 | .368 | .844  | 3.1 | 6.5 | .9  | .2  | 19.0 |
| 2013-14  | Portland  | 82  | 82  | 35.8 | .424 | .394 | .871  | 3.5 | 5.6 | .8  | .3  | 20.7 |
| 2014-15  | Portland  | 82  | 82  | 35.7 | .434 | .343 | .864  | 4.6 | 6.2 | 1.2 | .3  | 21.0 |
| 2015-16  | Portland  | 75  | 75  | 35.7 | .419 | .375 | .892  | 4.0 | 6.8 | .9  | .4  | 25.1 |
| 2016-17  | Portland  | 75  | 75  | 35.9 | .444 | .370 | .895  | 4.9 | 5.9 | .9  | .3  | 27.0 |
| 2017-18  | Portland  | 73  | 73  | 36.6 | .439 | .361 | .916  | 4.5 | 6.6 | 1.1 | .4  | 26.9 |
| 2018-19  | Portland  | 80  | 80  | 35.5 | .444 | .369 | .912  | 4.6 | 6.9 | 1.1 | .4  | 25.8 |
| 2019-20  | Portland  | 66  | 66  | 37.5 | .463 | .401 | .888  | 4.3 | 8.0 | 1.1 | .3  | 30.0 |
| 2020-21  | Portland  | 67  | 67  | 35.8 | .451 | .391 | .928  | 4.2 | 7.5 | .9  | .3  | 28.8 |
| 2021-22  | Portland  | 29  | 29  | 36.4 | .402 | .324 | .878  | 4.1 | 7.3 | .6  | .4  | 24.0 |
| 2022-23  | Portland  | 58  | 58  | 36.3 | .463 | .371 | .914  | 4.8 | 7.3 | .9  | .3  | 32.2 |
| 2023-24  | Milwaukee | 73  | 73  | 35.3 | .424 | .354 | .920  | 4.4 | 7.0 | 1.0 | .2  | 24.3 |
| Carreira | Carreira  | 842 | 842 | 36.2 | .436 | .368 | .893  | 4.2 | 6.8 | .9  | .3  | 25.4 |
| All-Star | All-Star  | 7   | 1   | 20.4 | .475 | .424 | 1.000 | 2.9 | 2.9 | 1.0 | 0.0 | 22.3 |

#### Play-in
| Ano  | Equipe   | PJ | PT | MPJ  | AP   | 3P   | LL    | RT  | AS   | BR  | TO  | PPJ  |
| ---- | -------- | -- | -- | ---- | ---- | ---- | ----- | --- | ---- | --- | --- | ---- |
| 2020 | Portland | 1  | 1  | 44.9 | .400 | .357 | 1.000 | 2.0 | 10.0 | 1.0 | 0.0 | 31.0 |

#### Playoffs
| Ano      | Equipe    | PJ | PT | MPJ  | AP   | 3P   | LL   | RT  | AS   | BR  | TO | PPJ  |
| -------- | --------- | -- | -- | ---- | ---- | ---- | ---- | --- | ---- | --- | -- | ---- |
| 2014     | Portland  | 11 | 11 | 42.4 | .439 | .386 | .894 | 5.1 | 6.5  | 1.0 | .1 | 22.9 |
| 2015     | Portland  | 5  | 5  | 40.2 | .406 | .161 | .781 | 4.0 | 4.6  | .4  | .6 | 21.9 |
| 2016     | Portland  | 11 | 11 | 39.7 | .368 | .393 | .910 | 4.3 | 6.3  | 1.3 | .3 | 26.5 |
| 2017     | Portland  | 4  | 4  | 37.8 | .433 | .281 | .960 | 4.5 | 3.3  | 1.3 | .5 | 27.8 |
| 2018     | Portland  | 4  | 4  | 40.5 | .352 | .300 | .882 | 4.5 | 4.8  | 1.3 | .0 | 18.5 |
| 2019     | Portland  | 16 | 16 | 40.6 | .418 | .373 | .833 | 4.8 | 6.6  | 1.7 | .3 | 26.9 |
| 2020     | Portland  | 4  | 4  | 35.8 | .406 | .394 | .970 | 3.5 | 4.3  | .5  | .3 | 24.3 |
| 2021     | Portland  | 6  | 6  | 41.3 | .463 | .449 | .940 | 4.3 | 10.2 | 1.0 | .7 | 34.3 |
| 2024     | Milwaukee | 4  | 4  | 39.1 | .420 | .417 | .974 | 3.3 | 5.0  | 1.0 | .0 | 31.3 |
| Carreira | Carreira  | 65 | 65 | 39.7 | .411 | .350 | .904 | 4.2 | 5.7  | 1.0 | .3 | 26.0 |

## Prêmios e homenagens

### NBA
- Campeão da Copa da NBA: 2024
- MVP do All-Star Game: 2024
- 9x NBA All-Star  2014, 2015, 2018, 2019, 2020, 2021, 2023, 2024, 2025
- 7x All-NBA Team
  - Primeiro time: 2018;
  - Segundo time: 2016, 2019, 2020, 2021
  - Terceiro time: 2014, 2023;
- NBA Rookie of the Year 2013
- NBA All-Rookie Team
  - Primeiro Time: 2013;
- 2x NBA Three-Point Contest Champion: 2023, 2024
- NBA Teammate of the Year: 2021
- 2x Campeão do NBA Skills Challenge : 2013, 2014;
- NBA Citizenship Award: 2019;
- NBA Bubble MVP: 2020
- All Bubble First Team: 2020

### Seleção dos Estados Unidos
- Jogos Olímpicos: Medalha de ouro em 2020

### Universidade
- Big Sky Conference Player of the Year (2x): 2010, 2012;
- NCAA All-American Team:
  - Terceiro time: 2012;

- Camisa aposentada (Nº 1) na Weber State Wildcats

## Vida pessoal
Lillard veste a camisa número 0, representativa da letra 'O' e de sua jornada na vida; de Oakland, para Ogden e depois Oregon. Lillard é um cristão; ele tem uma escritura em seu braço esquerdo de Salmos 37:1–3.
Na temporada de 2020-21, ele se tornou companheiro de equipe de seu primo, Keljin Blevins.
Em 29 de março de 2018, Lillard teve seu primeiro filho, Damian Jr. Eles moram no afluente subúrbio de West Linn em Portland. Lillard estabeleceu um programa chamado RESPECT para ajudar os alunos do ensino médio na área metropolitana de Portland a se formarem.
Em 2012, Lillard assinou um contrato de patrocínio de vários anos com a Adidas. Em 2014, ele negociou um novo contrato com a Adidas potencialmente no valor de US$ 100 milhões em 10 anos. Lillard tem uma linha de calçados exclusiva chamado "Adidas Dame". Em 2017, Lillard assinou um contrato de patrocínio com a Powerade, uma subsidiária da Coca-Cola Company. Em 2019, Lillard também se tornou um dos vários jogadores da NBA a assinar um contrato com o Hulu para promover a nova campanha do serviço de streaming de adicionar esportes ao vivo ao seu repertório.
Em 2020, Lillard, junto com seu amigo de longa data e parceiro de negócios Brian Sanders, tornou-se coproprietário de uma concessionária Toyota, agora conhecida como Damian Lillard Toyota, em McMinnville, Oregon.
Em janeiro de 2021, Lillard teve seu segundo e terceiro filho depois que sua noiva Kay'La Hanson deu à luz gêmeos, uma filha chamada Kali e um filho chamado Kalii. Em setembro de 2021, Lillard se casou com Hanson. Em 2024, Lillard e Hanson se separaram.

## Carreira musical
Lillard é uma artista de hip-hop e rapper com o nome de Dame D.O.L.L.A., que significa Diferentes níveis que o Senhor permite. Ele começou a fazer rap quando estava passeando no carro de seu primo Eugene "Baby" Vasquez. Outra grande influência no rap de Lillard foi seu primo Brookfield Duece, que teve algum sucesso na cena do rap de Oakland.
Ele iniciou uma tendência de mídia social chamada "Four Bar Friday", na qual ele, e qualquer um que decida participar, envia um vídeo de si mesmos cantando um pequeno verso no Instagram toda sexta-feira com a hashtag #4BarFriday. Em julho de 2015, ele lançou seu primeiro single completo, "Soldier in the Game", por meio do SoundCloud. Em 21 de outubro de 2016, Lillard lançou seu primeiro álbum The Letter O. Em 6 de outubro de 2017, Lillard lançou seu segundo álbum Confirmed. Lillard lançou seu terceiro álbum, Big D.O.L.L.A., em 9 de agosto de 2019, com os convidados Lil Wayne, Mozzy e Jeremih. Ele agora tem sua própria gravadora, Front Page Music, que inclui Brookfield Duece em sua lista. O single "Kobe" de Lillard, lançado em setembro de 2020 e com participação de Snoop Dogg e Derrick Milano, faz parte da trilha sonora de NBA 2K21 como uma homenagem ao falecido Kobe Bryant. Lillard participou do single "Day 0" do grupo masculino de Hong Kong, Mirror, que foi lançado em 10 de abril de 2024.

### Álbuns
| Nome                                 | Detalhes                                                                                | Posições do gráfico de pico | Posições do gráfico de pico | Posições do gráfico de pico |
| Nome                                 | Detalhes                                                                                | US                          | US Indie                    | US R&B/HH                   |
| ------------------------------------ | --------------------------------------------------------------------------------------- | --------------------------- | --------------------------- | --------------------------- |
| The Letter O                         | - Lançado: 21 de Outubro de 2016 - Rótulo: Front Page Music - Formato: Download digital | 119                         | 13                          | 7                           |
| CONFIRMED                            | - Lançado: 6 de Outubro de 2017 - Rótulo: Front Page Music - Formato: Download digital  | —                           | 18                          | —                           |
| Big D.O.L.L.A.                       | - Lançado: 9 de Agosto de 2019 - Rótulo: Front Page Music - Formato: Download digital   | —                           | 12                          |                             |
| Different On Levels The Lord Allowed | - Lançado: 20 de Agosto de 2021 - Rótulo: Front Page Music - Formato: Download digital  | —                           | —                           | —                           |

### Singles

#### Como artista principal
| Nome                                         | Ano  | Álbum     |
| -------------------------------------------- | ---- | --------- |
| "Bigger Than Us" (feat Paul Rey)             | 2015 | Sem álbum |
| "Run It Up" (feat Lil Wayne)                 | 2017 | CONFIRMED |
| "Shot Clock" (feat Dupre)                    | 2017 | Sem álbum |
| "Bossed Up"                                  | 2017 | Sem álbum |
| "Reign Reign Go Away"                        | 2019 | Sem álbum |
| "Blacklist"                                  | 2020 | Sem álbum |
| "Goat Spirit" (feat Raphael Saadiq)          | 2020 | Sem álbum |
| "Home Team" (feat. Dreebo)                   | 2020 | Sem álbum |
| "Kobe" (feat. Snoop Dogg and Derrick Milano) | 2020 | Sem álbum |

#### Como artista em destaque
| Nome                                                                   | Ano  | Álbum         |
| ---------------------------------------------------------------------- | ---- | ------------- |
| "I Wish I Could Tell You" (Brookfield Duece feat. Dame D.O.L.L.A.)     | 2015 | Sem álbum     |
| "The Thesis" (Wynne feat. Vursatyl, Illmac, KayelaJ & Dame D.O.L.L.A.) | 2019 | If I May...   |
| "Day 0" (Mirror feat Dame D.O.L.L.A.)                                  | 2024 | Sem álbum     |
| "Tappin Out" (Cool Nutz feat. Dame D.O.L.L.A. & Drae Steves)           | 2020 | Father of Max |
| "We The Future" (Miles Brown feat. Dame D.O.L.L.A.)                    | 2020 | Sem álbum     |